# Grand Tour

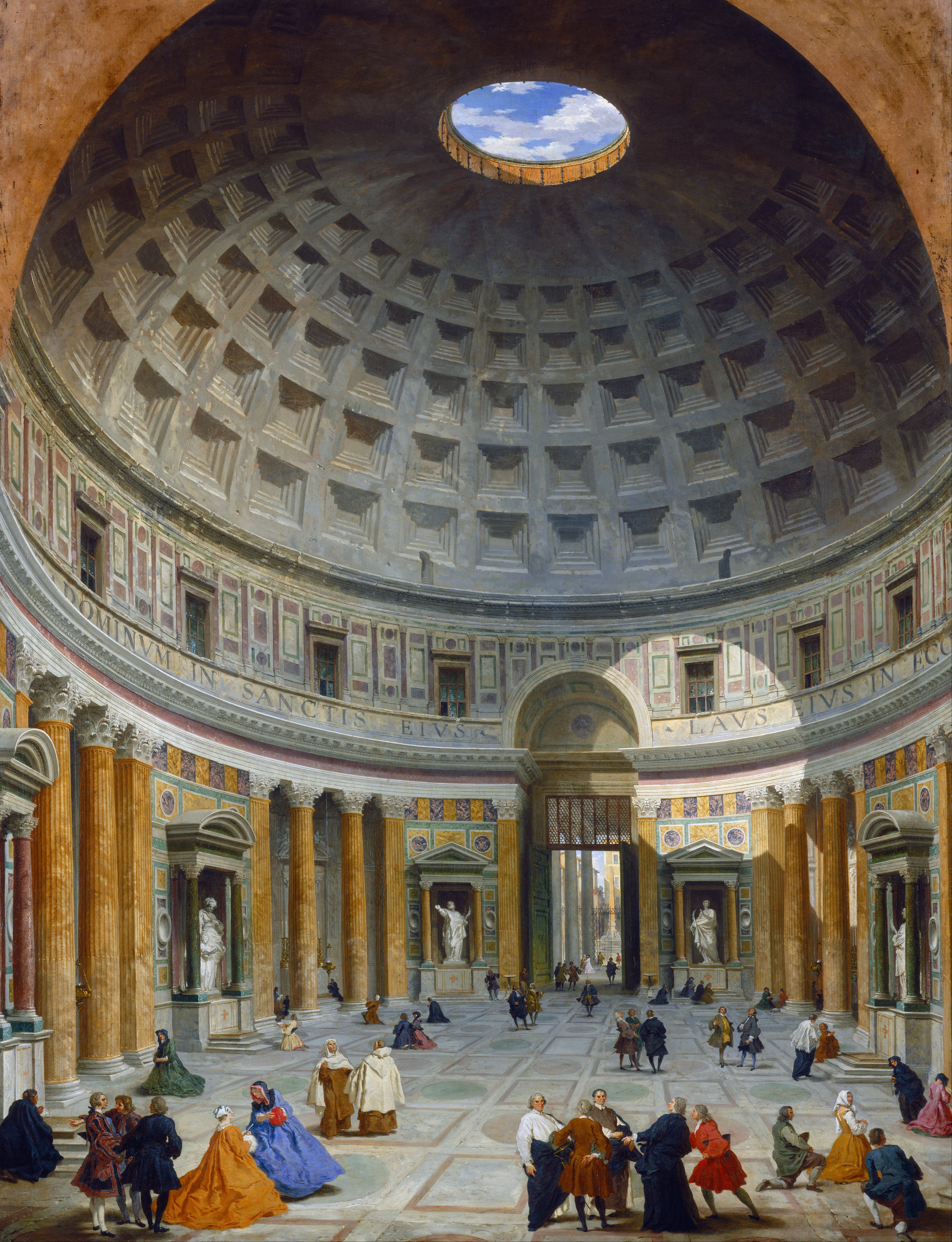
Wnętrze Panteonu w Rzymie w XVIII wieku, malował Giovanni Paolo Panini.

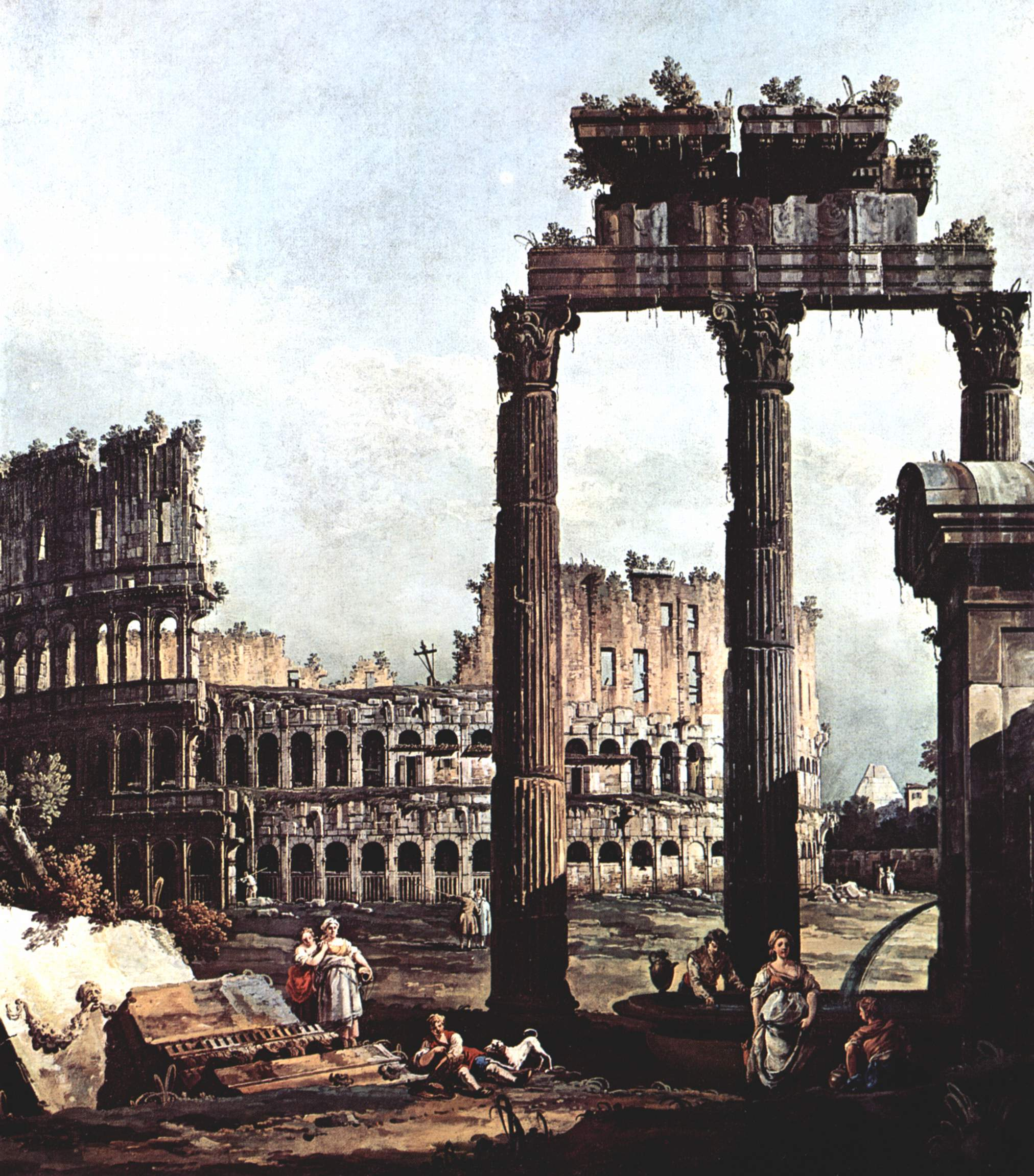
Canaletto: Kolosseum

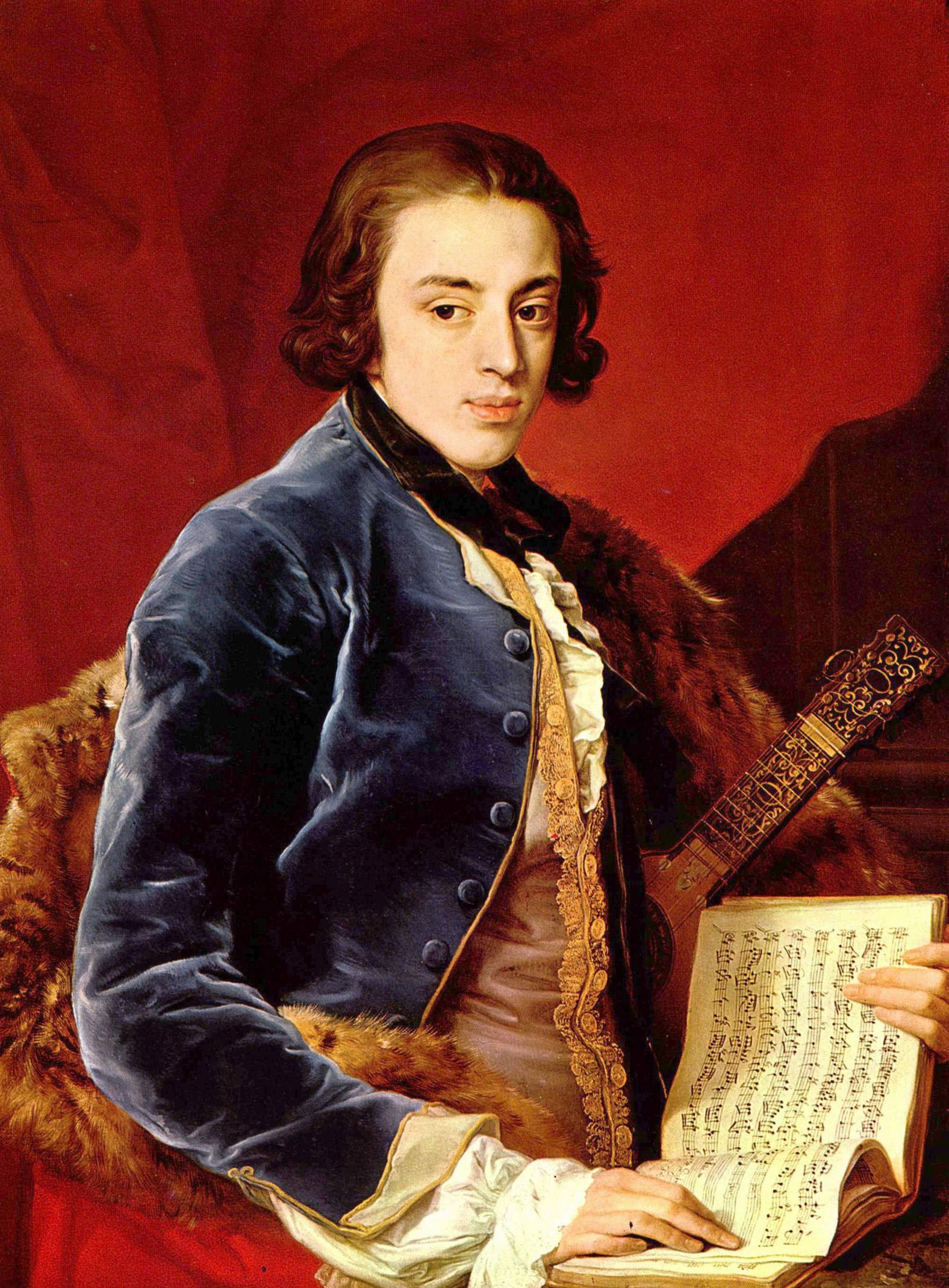
Pompeo Batoni: John, markiz Monthermer

Grand Tour – typ podróży w jaką wyruszali młodzi arystokraci i intelektualiści europejscy, w celu dokształcenia się, zdobycia wiedzy o świecie i kulturze, poszerzenia swych horyzontów myślowych a także wyrobienia u siebie gustu artystycznego i nabrania dobrych manier. Zwyczaj ten pochodzący z Anglii był szczególnie popularny w drugiej połowie XVII wieku i w ciągu całego wieku XVIII, a także nieco potem aż po lata kolejnictwa i masowego transportu (około 1830). Tzw. Gap year jest czasem uważany za kontynuację Grand Tour. Niemcy często używają określenia „Kavalierstour”.
Słowo Grand Tour pojawiło się po raz pierwszy w przewodniku An Italian Voyage autorstwa Richarda Lasselsa z roku 1698.

## Cele podróży
Początkowo celem głównym były zabytki, jakimi chlubiły się Rzym, Florencja, Padwa, Lukka czy Wenecja, od XVII wieku w „programie” zwiedzających były też Paryż, Wersal, Lyon i Genewa, później gdy również przemysł i rolnictwo były obiektem zainteresowania, a więc te kraje które w przemyśle przodowały Anglia czy Holandia. W drugiej połowie wieku XVIII ważne stały się też Niemcy i ich centra władzy takie jak Berlin, Wiedeń czy Drezno i kultury; Weimar, Jena, Getynga, Heidelberg, Lipsk i kąpieliska: Baden-Baden, Karlsbad i Marienbad (podobnie jak belgijskie Spa i Bath).
Jednym z pierwszych odbywających podróż edukacyjną po Europie był Thomas Coryat (1577–1617), który w 1608 wyruszył pieszo w podroż po Włoszech. Uważany za ojca Grand Tour, który w swej książce Curyat's Creduties wyznaczył itinerarium dla przyszłych podróżników, wraz z „obowiązkowymi stacjami”. Przewodnik An Account of Some of the Statues, Bas-Reliefs, Drawings, and Pictures in Italy (1722), napisali z myślą o miłośnikach włoskiego malarstwa malarze brytyjscy Jonathan Richardson Starszy (1665–1745) i jego syn Jonathan Richardson Młodszy (1694–1771).
Podróże, jakie odbywali Voltaire i Casanova, trudno uznać za typowe „Grand Tour”, ponieważ w podróż wyjechali nie z własnej woli.

## Wpływ na kulturę
Z podróży pozostawały wspomnienia, często utrwalane w postaci książkowej. Zwyczaj odbywania Grand Tour odcisnął swe piętno na kulturze północnej Europy. Z Włoch dotarł na północ za ich pośrednictwem klasycyzm. Już w latach 1716–1717 Johann Georg Pisendel był w Wenecji w towarzystwie księcia, który odbywał „Grand Tour”. Podczas gdy podróże do Włoch, jakie odbywali muzycy baroku, tacy jak Heinrich Schütz czy Georg Friedrich Händel (w 1705), były przedsiębrane w celach nauki od tamtejszych mistrzów, tak np. podróż, jaką odbył po Italii młody Wolfgang Amadeus Mozart (w latach 1769–1772) miała już typowe cechy „Grand Tour”.

## Znane osobistości odbywająceGrand Tour

### Brytyjczycy
- Thomas Coryat (1608)
- John Milton (1638)
- Robert Spencer, 2. hrabia Sunderland
- Horace Walpole, 4. hrabia Orford i Thomas Gray (w latach 1739–1741)
- Laurence Sterne (w latach 1762–1766)
- James Boswell (w latach 1763–1765)
- Tobias Smollett
- Thomas Wroughton (1787)
- Francis Basset, 1. baron de Dunstanville
- Edward Gibbon
- Lord Byron (1811)

### Niemcy
- Fryderyk II Wirtemberski-Neuenstadt (1630 i 1632)
- August II Mocny i Friedrich Vitzthum von Eckstädt (La Saxe Galante)
- Anton Egon von Fürstenberg (1671–1674)
- Johann Wolfgang von Goethe (w latach 1786–1788)
- Johann Gottfried Herder (w latach 1788–1789)
- Johann Gottfried Seume (od 1801)
- Hermann von Pückler-Muskau (w latach 1807–1810)
- Johann Daniel Jacobj(inne języki) (1821)

### Austriacy
- Wolfgang Amadeus Mozart (w latach 1769–1772)

### Francuzi
- Michel de Montaigne (w latach 1580–1581)
- Monteskiusz
- Jérôme Lalande (w latach 1765–1766)

### Włosi
- Francesco Algarotti (1735-64)

### Duńczycy
- Andreas Peter Bernstorff (przed 1755)
- Christian Ditlev Frederick, hrabia Reventlow i Johan Ludvig Reventlow (do 1770).
- Ludvig Holberg

### Polacy
- Mikołaj Sapieha Pobożny
- Bogusław Leszczyński
- Bogusław Radziwiłł
- Jan III Sobieski (wraz z bratem Markiem)
- Jerzy Wilhelm legnicki
- Józef Franciszek Sapieha
- Feliks Franciszek Łoyko
- Andrzej i Józef Andrzej Załuscy
- Stanisław August Poniatowski
- Izabela Czartoryska
- Ignacy i Stanisław Kostka Potoccy.

### Czesi
- Albrecht von Wallenstein (ok. 1600)

### Rosjanie
- Piotr I Wielki (1697)